# Gilbert Koné Kafana
Gilbert Koné Kafana, né en janvier 1951 à Kagbolodougou dans le district des Savanes, est un homme politique ivoirien, membre historique du Rassemblement des républicains (RDR) et du Rassemblement des houphouëtistes pour la démocratie et la paix (RHDP). Plusieurs fois ministre, il est nommé Haut Représentant du Chef de l'État le 4 octobre 2023.

## Famille
Gilbert Koné Kafana est né en janvier 1951 à Kagbolodougou dans le district des Savanes.
Gilbert Koné Kafana est marié et a cinq enfants. Sa belle-mère est Tiémogô Soro.
Un de ses fils, Sitioni Koné Kafana, est devenu président du conseil d’administration de la société ivoirienne de Technologie tropicale (I2T) en février 2022 après avoir été directeur général de l'Office national de l'État civil et de l’identification (Oneci) de décembre 2019 à décembre 2021.

## Formation et début de carrière professionnelle
Gilbert Koné Kafana obtient son baccalauréat mathématiques (série C) au lycée classique d'Abidjan.
Il a un diplôme d’ingénieur en travaux publics à l’École nationale supérieure des travaux publics (ENSTP) d’Abidjan.
Il occupe différentes responsabilités au sein du service des immeubles et du matériel de 1976 jusqu'à 1992.
De 2009 à 2011, il est commissaire du gouvernement auprès du Fonds interprofessionnel pour la recherche et le conseil agricoles (FIRCA).
Gilbert Koné Kafana est aussi propriétaire de plusieurs hôtels. 

## Engagement politique
Gilbert Koné Kafana est un collaborateur déjà présent aux côtés d'Alassane Ouattara lorsque celui-ci est Premier ministre dans les années 1990.
Il devient membre du Rassemblement des républicains (RDR) dès sa création, puis est désigné au poste de secrétaire national.
Le 5 décembre 2000, il est arrêté avec d'autres cadres en marge des manifestations protestant contre l'invalidation de la candidature d’Alassane Ouattara aux élections législatives pour « nationalité douteuse » et tabassé par les forces de sécurité. Il gagne de cet épisode l'aura d'un véritable martyr au sein du parti. Il fait ensuite campagne depuis sa cellule comme candidat à l'élection municipale de Yopougon qui se tient en mars 2001.

## Depuis la fin de la guerre civile
En juin 2011, Gilbert Koné Kafana est nommé ministre de l’Emploi, des Affaires sociales et de la Solidarité, portefeuille qu'il occupe pendant un an.
La même année, il est élu maire de Yopougon, la plus grande commune de Côte d’Ivoire et bastion du Front populaire ivoirien (FPI), puis maire en 2013 contre Bertin Yao Yao, le maire intérimaire sortant. Il est réélu maire en 2018.
Il rejoint à nouveau les rangs du gouvernement en juillet 2018 en tant que ministre auprès du président de la République, chargé des relations avec les institutions, poste qu'il conserve jusqu'à aujourd'hui tout en étant élevé au rang de ministre d’État le 1er mars 2022. 
En revanche, il perd son siège de député lors des élections législatives de 2021 contre la liste menée par Michel Gbagbo allié au PDCI, dans le cadre du premier scrutin municipal à Yopougon qui n'ait pas été boycotté par les forces pro-Gbagbo depuis la chute de Laurent Gbagbo en 2011,.
En novembre 2021, il est le principal acteur de l'organisation de l'assemblée générale constitutive de l'Union des élus et cadres du Grand Nord (UGN), une association qui suscite de vives polémiques.
En février 2022, Alassane Ouattara annonce une réorganisation du Rassemblement des houphouëtistes pour la démocratie et la paix (RHDP) avec la nomination d'un « comité de restructuration » dont Gilbert Kafana prend la tête. À l'issue de la restructuration, celui-ci devient président du directoire du parti.
Proche de feu le Premier ministre et dauphin du président Ouattara, Amadou Gon Coulibaly, Gilbert Kafana reste cependant peu connu du grand public.
Gilbert Koné Kafana pousse, avec succès, le RHDP à investir Adama Bictogo pour le remplacer à la mairie de Yopougou lors de l'élection municipale prévue en 2023.
D'avril 2021 à avril 2022, Gilbert Koné Kafana est ministre d'État à la Présidence de la République, chargé des relations avec les Institutions de la République dans le gouvernement Achi I. Il est nommé Haut Représentant du Chef de l'État le 4 octobre 2023, un poste nouvellement créé.